# CE-7.5

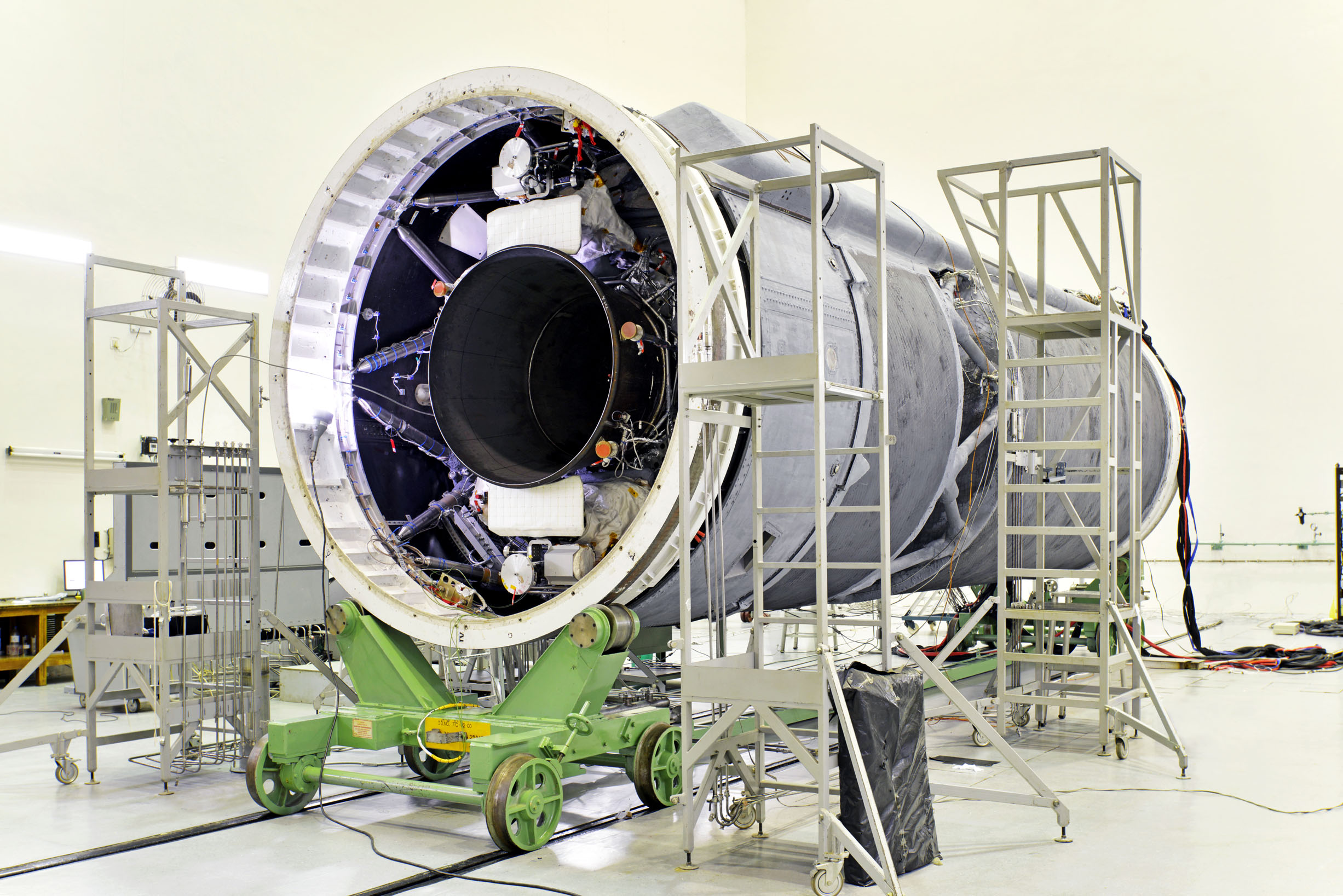
CE-7 moteur de fusée

Le CE-7.5 est un moteur-fusée cryogénique développé par l'Organisation indienne pour la recherche spatiale pour propulser l'étage supérieur de son lanceur GSLV Mk II. Le moteur a été développé au sein du projet d’étage supérieur cryotechnique (Cryogenic Upper Stage Project - CUSP). Il a remplacé le KVD-1 (RD-56) moteur cryogénique russe qui propulsait l'étage supérieur du GSLV Mk I.

## Vue d'ensemble
Le CE-7.5 est un moteur refroidi par régénération, de poussée variable, et fonctionnant selon un cycle à combustion étagée,.

## Spécifications
Les spécifications et les caractéristiques principales du moteur sont :
- Cycle de fonctionnement - combustion étagée[3]
- Propergols - LOX / LH2[4]
- Poussée maximale (dans le vide) - 75 kN[5]
- Variabilité de poussée opérationnelle (comme démontré au cours du vol GSLV Mk2 D5) - 73,55 kN à 82 kN[6],[7]
- Impulsion spécifique - 454 ± 3 s[1],[3]
- Durée de combustion nominale - 720 secondes[5]
- Masse du carburant - 12800 kg[5]
- Deux régulateurs indépendants : commande de poussée et contrôle du ratio des propergols[4]
- Pilotage pendant la poussée fournie par deux moteurs de direction montés sur cardan[4]

## Développement
ISRO a officiellement lancé le projet Cryogenic Upper Stage Project (projet d’étage supérieur cryogénique) en 1994. Le moteur a terminé avec succès le vol test en 2008 et a été intégré avec les réservoirs d'ergols, les structures du troisième étage et les lignes d'alimentation associées au premier lancement. La première tentative de vol a eu lieu en avril 2010 sur le lanceur GSLV Mk II D3. Cependant, le moteur n'a pas réussi à démarrer. Le 27 mars 2013, le moteur a été testé avec succès dans des conditions de vide. Le moteur a fonctionné comme prévu et a été qualifié pour propulser le troisième étage de la fusée GSLV Mk II. Le 5 janvier 2014, le moteur cryogénique a permis de lancer avec succès le satellite GSAT-14 (en) sur un lanceur GSLV D5,.

## Applications
CE-7.5 est utilisé sur le troisième étage de la fusée GSLV Mk II de l'ISRO.